# Fates Warning-diszkográfia
A Fates Warning amerikai progresszív metal együttes diszkográfiája tizenkét stúdióalbumot, egy koncertalbumot, egy válogatásalbumot, négy kislemezt és négy videofilmet sorol fel 1982-es megalakulásuk óta. 1984-től 2004-ig lemezeiket a Metal Blade Records adta ki, majd a zenekar az InsideOut Music kiadóhoz szerződött.

## Stúdióalbumok
| Év   | Album információ | Legjobb listás helyezések | Legjobb listás helyezések | Legjobb listás helyezések | Legjobb listás helyezések | Legjobb listás helyezések | Legjobb listás helyezések | Legjobb listás helyezések | Legjobb listás helyezések | Eladási minősítések |
| Év   | Album információ | USA                       | AUT                       | BFL                       | BVA                       | GER                       | ITA                       | NLD                       | SWI                       | Eladási minősítések |
| ---- | --- | ------------------------- | ------------------------- | ------------------------- | ------------------------- | ------------------------- | ------------------------- | ------------------------- | ------------------------- | ------------------- |
| 1984 | Night on Bröcken - Megjelent: 1984. szeptember 9. - Kiadó: Metal Blade - Formátum: LP, kazetta - Újrakiadás: 2002 (CD)                                 | —                         | —                         | —                         | —                         | —                         | —                         | —                         | —                         |                     |
| 1985 | The Spectre Within - Megjelent: 1985. október 15. - Kiadó: Metal Blade - Formátum: LP, kazetta - Újrakiadás: 2002 (CD)                                 | —                         | —                         | —                         | —                         | —                         | —                         | —                         | —                         |                     |
| 1986 | Awaken the Guardian - Megjelent: 1986. november 10. - Kiadó: Metal Blade - Formátum: CD, LP, kazetta - Újrakiadás: 2005 (2CD+DVD)                      | 191                       | —                         | —                         | —                         | —                         | —                         | —                         | —                         |                     |
| 1988 | No Exit - Megjelent: 1988. március 23. - Kiadó: Metal Blade - Formátum: CD, LP, kazetta - Újrakiadás: 2007 (CD+DVD)                                    | 111                       | —                         | —                         | —                         | —                         | —                         | —                         | —                         |                     |
| 1989 | Perfect Symmetry - Megjelent: 1989. augusztus 29. - Kiadó: Metal Blade (USA), Roadrunner (EU) - Formátum: CD, LP, kazetta - Újrakiadás: 2008 (2CD+DVD) | 141                       | —                         | —                         | —                         | —                         | —                         | —                         | —                         |                     |
| 1991 | Parallels - Megjelent: 1991. október 28. - Kiadó: Metal Blade - Formátum: CD, LP, kazetta - Újrakiadás: 2010 (2CD+DVD)                                 | —                         | —                         | —                         | —                         | —                         | —                         | —                         | —                         |                     |
| 1994 | Inside Out - Megjelent: 1994. július 26. - Kiadó: Metal Blade (USA), Massacre (EU) - Formátum: CD, LP, kazetta - Újrakiadás: 2012 (2CD+DVD)            | —                         | —                         | —                         | —                         | 92                        | —                         | —                         | —                         |                     |
| 1997 | A Pleasant Shade of Gray - Megjelent: 1997. április 22. - Kiadó: Metal Blade (USA), Massacre (EU) - Formátum: CD, kazetta - Újrakiadás: 2015 (3CD+DVD) | —                         | —                         | —                         | —                         | —                         | —                         | —                         | —                         |                     |
| 2000 | Disconnected - Megjelent: 2000. július 25. - Kiadó: Metal Blade (USA), Massacre (EU) - Formátum: CD                                                    | —                         | —                         | —                         | —                         | —                         | —                         | —                         | —                         |                     |
| 2004 | FWX - Megjelent: 2004. október 5. - Kiadó: Metal Blade - Formátum: CD                                                                                  | —                         | —                         | —                         | —                         | —                         | —                         | —                         | —                         |                     |
| 2013 | Darkness in a Different Light - Megjelent: 2013. szeptember 30. - Kiadó: InsideOut - Formátum: CD, 2LP                                                 | 162                       | —                         | 186                       | 129                       | 41                        | —                         | 90                        | 56                        |                     |
| 2016 | Theories of Flight - Megjelent: 2016. július 1. - Kiadó: InsideOut - Formátum: CD, 2LP                                                                 | —                         | 32                        | 133                       | 192                       | 12                        | 80                        | 70                        | 16                        |                     |

## Koncertalbumok
| Év   | Album információ |
| ---- | --- |
| 1998 | Still Life - Felvétel: A Pleasant Shade of Gray-turné, Európa, 1998. április 16-26. - Megjelent: 1998. október 6. - Kiadó: Metal Blade (USA), Massacre (EU) - Formátum: 2CD, dupla kazetta |

## Válogatások
| Év   | Album információ                                                                        |
| ---- | --------------------------------------------------------------------------------------- |
| 1995 | Chasing Time - Megjelent: 1995. július 25. - Kiadó: Metal Blade - Formátum: CD, kazetta |

## Kislemezek
| Év   | Cím                               | Album                    |
| ---- | --------------------------------- | ------------------------ |
| 1988 | Anarchy Divine                    | No Exit                  |
| 1988 | Silent Cries                      | No Exit                  |
| 1994 | Pale Fire                         | Inside Out               |
| 1997 | A Pleasant Shade of Gray: Part II | A Pleasant Shade of Gray |

## Videók
| Év   | Videó                           | Típus | Megjelenés         | Kiadó       |
| ---- | ------------------------------- | ----- | ------------------ | ----------- |
| 1998 | A Pleasant Shade of Gray – Live | VHS   | 1998. március 10.  | Metal Blade |
| 2000 | Live at the Dynamo              | DVD   | 2000. február 22.  | Metal Blade |
| 2003 | The View from Here              | DVD   | 2003. március 9.   | Metal Blade |
| 2005 | Live in Athens                  | DVD   | 2005. november 11. | InsideOut   |